# Argulus coregoni
Argulus coregoni is een visluizensoort uit de familie van de Argulidae. De wetenschappelijke naam van de soort is voor het eerst geldig gepubliceerd in 1865 door Thorell.